# Port lotniczy Kordoba
Port lotniczy Kordoba (hiszp. Aeropuerto de Córdoba, kod IATA: ODB, kod ICAO: LEBA) – lotnisko znajdujące się 6 km od Kordoby w Andaluzji w Hiszpanii. Obecnie ruch pasażerski odbywa się tu głównie w sezonie letnim poprzez sezonowe połączenia lotnicze i czartery, brak jest natomiast ruchu pasażerskiego całorocznego. Mimo to lotnisko posiada ogromne znaczenie iż w Kordobie znajduje się jeden z największych szpitali (Hospital Universitario Reina Sofía) przeprowadzający przeszczepy organów i wiele z nich transportowanych jest do szpitala właśnie drogą powietrzną.